# جیران سفلی (مراغه)
جیران سفلی یکی از روستاهای استان آذربایجان شرقی است که در دهستان سراجوی شرقی بخش سراجو شهرستان مراغه واقع شده‌است.
این روستا دارای مرغوبترین سیب در سطح جهان می‌باشد
زبان مردم روستای جیران سفلی ترکی آذربایجانی می باشد.طایفه های صدری،جلیلی،قره داغی و میرسلطانی و سلیمی در روستای جیران سفلی زندگی می کنند و عمدتاً به شهر مراغه و تهران مهاجرت کرده اند‌.مردم این روستا بسیار مهمان نواز می باشند.فاصله روستا تا جاده هشترود به مراغه ۲ کیلومتر است